# Данвуди, Генри Гаррисон Чейз
Генри Гаррисон Чейз Данвуди (англ. Henry Harrison Chase Dunwoody; 23 октября 1842, Хайленд, Огайо, США — 1 января 1933, Интерлакен, Нью-Йорк, США) — американский военный деятель, бригадный генерал Армии США.
Родился в штате Огайо в семье первопоселенцев. По окончании Военной академии в Вест-Пойнте в 1866 году был зачислен на службу в Армию США. Служил в различных военных гарнизонах в разных штатах США. В 1890 году в звании майора был переведён в армейский Сигнальный корпус, где принял участие в работе по усовершенствованию погодного прогнозирования и развитию метеорологии. Во время испано-американской войны участвовал в организации Волонтёрского сигнального корпуса и в звании полковника служил на Кубе, где занимал должность главного сигнального офицера (1898—1901) и исполняющего обязанности секретаря общественных работ (1899—1901). На данных постах провёл реорганизацию телеграфной и телефонной служб острова, ремонт и расширение старых и прокладку новых линий связи. После окончания войны продолжил службу, а в 1904 году вышел в отставку в звании бригадного генерала. Занявшись бизнесом, получил известность как изобретатель, одним из первых запатентовавший использование кристаллического детектора для первых устройств беспроводной связи, в частности телеграфа. Скончался в штате Нью-Йорк в возрасте 90 лет.

## Биография

### Молодые годы, семья
Генри Гаррисон Чейз Данвуди родился 23 октября 1842 года в Хайленде, штат Огайо. По отцу он был шотландского и немецкого происхождения, а по матери — ирландского. Родители — Уильям Данвуди (1811—1903) и Сара Мёрфи (1815—1900). Они поженились 21 мая 1837 года в Делавэре, штат Огайо. У четы Данвуди было семеро детей, четверо из которых скончались в детстве. Семья Генри входила в число первопоселенцев на Западе и осела в Фэрфилде, штат Айова, где он и провёл свои детские годы.

### Военная служба
1 сентября 1862 года Данвуди был зачислен кадетом в Военную академию в Вест-Пойнте. После окончания академии 19-м по успеваемости в своём классе, 18 июня 1866 года в звании второго лейтенанта он был зачислен на военную службу в Армию США. Данвуди был отправлен в распоряжение 4-го артиллерийского полка и служил в гарнизоне форта Делавэр, штат Делавэр (октябрь 1866 — апрель 1867).
5 февраля 1867 года Данвуди был повышен в звании до первого лейтенанта. Он служил в гарнизонах фортов Вашингтон, штат Мэриленд (апрель — август 1867); Макгенри, штат Мэриленд (август 1867 — март 1868); Ливенворт, штат Канзас (апрель 1868 — сентябрь 1869). 4 сентября 1869 года Данвуди стал протоколистом тактического совета в казармах в Сент-Луисе, штат Миссури, а 29 января 1871 года переведён в гарнизон форта Макгенри, штат Мэриленд, где он служил до 3 июля того же года, когда вышел в отпуск. 4 марта 1872 года Данвуди стал сигнальщиком в форте Уиппл, штат Виргиния, а 22 августа был переведён в Главное сигнальное управление в Вашингтоне, округ Колумбия. Там Данвуди занял должность ассистента Главного сигнального офицера бригадного генерала Альберта Майера. В 1877 году он окончил школу права Колумбийского университета в Вашингтоне. В 1883 году Данвуди написал книгу «Погодные пословицы», своего рода сборник научно-популярных рассказов о погоде.
17 июня 1889 года Данвуди получил звание капитана. После прохождения конкурсного экзамена перед советом офицеров, 18 декабря 1890 года он был повышен в звании до майора, а затем отправлен в распоряжение Сигнального корпуса. Данвуди поступил на работу в Бюро погоды Корпуса, которое в 1891 году по решению президента Бенджамина Гаррисона и Конгресса США было переподчинено министерству сельского хозяйства. Там он занимался преимущественно погодным прогнозированием и изучением метеорологии. Оставшись в теперь уже новом Бюро и будучи откомандированным из Сигнального корпуса, Данвуди вскоре занял должность ассистента, а затем и начальника отдела прогнозов погоды. Одним из важнейших его достижений того времени является создание системы распространения штормовых предупреждений, благодаря которой было спасено множество человеческих жизней. В 1893 году Данвуди получил почётную медаль и диплом Всемирной Колумбовой выставки в Чикаго, штат Иллинойс, за «полный и исчерпывающий доклад и графические отображения метеорологических наблюдений и за ценный вклад в познание человека».
15 марта 1897 года Данвуди был повышен в звании до подполковника. После начала испано-американской войны по собственной просьбе он был переведён на активную военную службу. К этому времени, то есть к апрелю 1898 года, в Сигнальном корпусе служило только восемь офицеров и 50 рядовых солдат, что было явно недостаточно для ведения боевых действий, ввиду чего Конгресс дал разрешение на учреждение Волонтёрского сигнального корпуса по примеру организации, существовавшей ещё в годы Гражданской войны. Данвуди перешёл на службу в Волонтёрскую армию США, где принял участие в формировании Волонтёрского сигнального корпуса. 20 мая 1898 года он был повышен в звании до полковника Волонтёрской армии, 8 июля получил звание полковника регулярной Армии и назначен в штаб в должности ассистента главного сигнального офицера, а 20 июля покинул Волонтёрскую армию.
После подписания мирного договора с Испанией американские войска заняли Кубу, где было учреждено военное правительство во главе с генерал-майором Джоном Бруком в качестве военного губернатора. С декабря 1898 года по май 1901 года Данвуди занимал должность главного сигнального офицера Дивизиона Кубы. На этом посту он провёл реорганизацию телеграфной и телефонной служб, которые были объединены в одно бюро, занимавшееся как управлением бывшими испанскими линиями, так и надзором за испанскими компаниями, по лицензии предоставлявшими услуги связи. В январе 1899 года Данвуди по приказу командующего генерала генерал-майора Нельсона Майлза занял пост исполняющего обязанности секретаря общественных работ. В ходе длительных военных действий практически все линии на Кубе пришли в негодность, а некоторые были полностью разрушены. Под руководством Данвуди были проведены ремонт и расширение старых линий, а также прокладка новых, в том числе 900-мильной из Гаваны в Сантьяго. При этом на работах были заняты преимущественно местные жители, кубинцы, в дальнейшем полностью заменившие армейский персонал. Перед передачей служб связи в распоряжение нового кубинского правительства, состоявшейся в 1902 году, линии протяжённостью в 3500 миль покрывали практически весь остров.
В мае 1901 года Данвуди вернулся в США, заняв впоследствии должности исполняющего обязанности главного сигнального офицера в Вашингтоне, округ Колумбия, а затем сигнального офицера Департамента Востока на острове Говернорс, штат Нью-Йорк. Последним местом его службы стал пост командира гарнизона форта Майер, штат Виргиния, который был назван в честь генерала Майера. 6 июля 1904 года Данвуди был повышен в звании до бригадного генерала, а на следующий день, 7 июля, по собственному желанию ушёл в отставку после 38 (по другим данным — 40) лет военной службы. На момент отставки Данвуди был одним из старейших офицеров Армии.

### В отставке
На пенсии Данвуди занялся бизнесом: был президентом «Aztec Copper Co.», «Dunwoody Automatic Gun and Projectile Co.»; вице-президентом «American Gun Co.», «American DeForest Company». Он имел несколько патентов, в том числе на газовую шрапнель, контурные капсюли снарядов, системы охлаждения для пулемётов, метод уничтожения хлопкового долгоносика при помощи цианида калия, новую конструкцию телефонного передатчика.
В 1906 году Данвуди стал одним из первооткрывателей электрических свойств карборунда (соединение углерода и кремния) и его повышенной чувствительности к волнам Герца. Большое количество исследований того времени основывалось на интуиции самого изобретателя, подборе им различных материалов для обеспечения нужного контакта; большинство из них практически одновременно пришло к идее использования кристаллического материала, в их числе оказался и Данвуди. Наиболее продуктивным исследователем оказался Гринлиф Уиттер Пиккард, который, перепробовав 30 тысяч комбинаций, пришёл к конструкции более совершенного детектора на кремнии. Данвуди одним из первых запатентовал использование карборунда в кристаллическом приёмнике беспроводного телеграфного аппарата. В его конструкции кристалл карборунда помещался между двумя жёсткими пружинами, представляющими собой медные контакты, через которые проводился тонкий провод — он принимал радиосигналы, возникавшие в точке соприкосновения кристалла с контактом, и с помощью батареи преобразовывал их в звук. Изобретение недорогого, надёжного, эффективного и легко собираемого приёмника, который благодаря карборунду мог принимать даже речевые передачи, стало важной вехой в развитии радиотелефонии, значительным успехом для пионера беспроводной связи Ли де Фореста. Де Форест одно время занимался созданием нескольких сомнительных компаний, единственной целью которых было зарабатывание денег путём продажи акций, а также и всех имеющихся беспроводных станций. Подсмотрев несколько идей у своего коллеги Реджинальда Фессендена и потерпев от него поражение после непродолжительного судебного разбирательства, де Форест вовремя узнал о изобретении Данвуди, таким образом сумев избежать банкротства. Тем не менее Данвуди так и не получил от него денег, как и Пиккард, который, по иронии судьбы, и подсказал более оптимальное расположение карборунда для получения лучшего результата.
В 1910 году Данвуди стал командиром Дивизии испанской войны при Ассоциации ветеранов Сигнального корпуса. Он регулярно принимал участие во встречах выпускников Вест-Пойнта, будучи одним из старейших выпускников академии. Последние годы Данвуди жил в Овиде, штат Нью-Йорк.
Генри Гаррисон Чейз Данвуди скончался 1 января 1933 года в возрасте 90 лет в Интерлакене, штат Нью-Йорк, спустя год после смерти жены. Свои соболезнования по поводу его кончины выразил начальник штаба Армии США генерал Дуглас Макартур. Данвуди был похоронен близ семейного летнего дома на кладбище в Шелдрейк-Спрингс у озере Кейюга в Овиде, около Итаки, штат Нью-Йорк.

## Личная жизнь
Генри Данвуди был женат на Кларе Миллс (1851—1931), дочери бригадного генерала Мэдисона Миллса (1810—1873), занимавшего в годы Гражданской войны пост начальника медицинской службы в штабе генерала Улисса Гранта. У четы Данвуди было четверо детей: сын Хэлси, три дочери — Эллен, Эстер, Клара. Клара скончалась в 1899 году в возрасте 16 лет и была похоронена на Арлингтонском национальном кладбище, Эллен была писателем и членом общества «Дочерей американской революции», а Эстер в 1909 году стала женой подполковника Уэста Чута Джейкобса, сына бригадного генерала Джошуа Уэста Джейкобса.
Сын Хэлси (1881—1952) — выпускник Вест-Пойнта (1905), полковник, участник Первой мировой войны. Внук Гарольд Хэлси (1919—2015), выпускник Вест-Пойнта (1943), бригадный генерал, участник Второй мировой, Корейской и Вьетнамской войн, кавалер креста «За выдающиеся заслуги». Правнучка Энн Элизабет (р. 1953) — генерал, первая женщина в военной истории США, достигшая четырёхзвёздного генеральского звания.

## Воинские звания
| Знаки     | Звание            | Дата            |
| --------- | ----------------- | --------------- |
|           | Кадет             | 1 сентября 1862 |
|           | Второй лейтенант  | 18 июня 1866    |
|           | Первый лейтенант  | 5 февраля 1867  |
|           | Капитан           | 17 июня 1889    |
|           | Майор             | 18 декабря 1890 |
|           | Подполковник      | 15 марта 1897   |
|           | Полковник         | 20 мая 1898     |
| Полковник | 8 июля 1898       |                 |
|           | Бригадный генерал | 6 июля 1904     |

## Память
В 1960 году памятник Данвуди был установлен в парке его имени в форте Монмут, штат Нью-Джерси. В преддверии реконструкции памятник был перенесён в новый парк имени Данвуди в форте Гордон, штат Джорджия, который был открыт в 2012 году его правнучкой Энн.